# Шестовица
Шестови́ца (укр. Шестови́ця) — село Черниговского района Черниговской области Украины, центр сельского Совета. Расположено на правом берегу Десны, в 18 км от районного центра и железнодорожного узла Чернигов. Население ↘477 человек.
Код КОАТУУ: 7425589701. Почтовый индекс: 15561. Телефонный код: +380 462.

## История
В окрестностях села Шестовица обнаружены 4 поселения эпохи бронзы (II тысячелетие до н. э.), 3 — скифского периода (V—III века до н. э.), раннеславянские поселения первых веков нашей эры, северянское поселение (VIII—IX века), а также 2 городища, 6 поселений и большой могильник древнерусского времени (IX—XIII века), на котором исследовано 148 курганов с погребениями воинов-дружинников. На городище (в урочище Коровель) исследованы остатки жилищ IX—XIII веков.
Первое упоминание о Шестовице относится к 1523 году.
Советская власть установлена в январе 1918 года.
В годы временной оккупации немцы сожгли в селе 12 семей партизан и активистов. Осенью 1943 году близ села во время форсирования Десны вели бои части Красной Армии против немецких войск. На фронтах Великой Отечественной войны сражались 533 жителя Шестовицы, из них 356 награждены орденами и медалями, 159 — погибли. На территории села установлены памятник председателю сельского Совета И. И. Куцому, погибшему от рук кулаков в годы коллективизации; 5 памятников на братских могилах советских воинов, павших смертью храбрых при освобождении села от немцев, и обелиск в честь воинов-односельчан, отдавших жизнь в борьбе против захватчиков.

## Власть
Орган местного самоуправления — Шестовицкий сельский совет. Почтовый адрес: 15561, Черниговская обл., Черниговский р-н, с. Шестовица, ул. Шевченко, 2, тел./факс 68-25-42.

## Известные люди
В селе родился украинский писатель, педагог, поэт-романтик, филолог, переводчик Филипп Семенович Морачевский.

## События
В 1973 г. окрестности с. Шестовица стали местом для натурных съемок фильма Леонида Быкова «В бой идут одни „старики“».

## Галерея

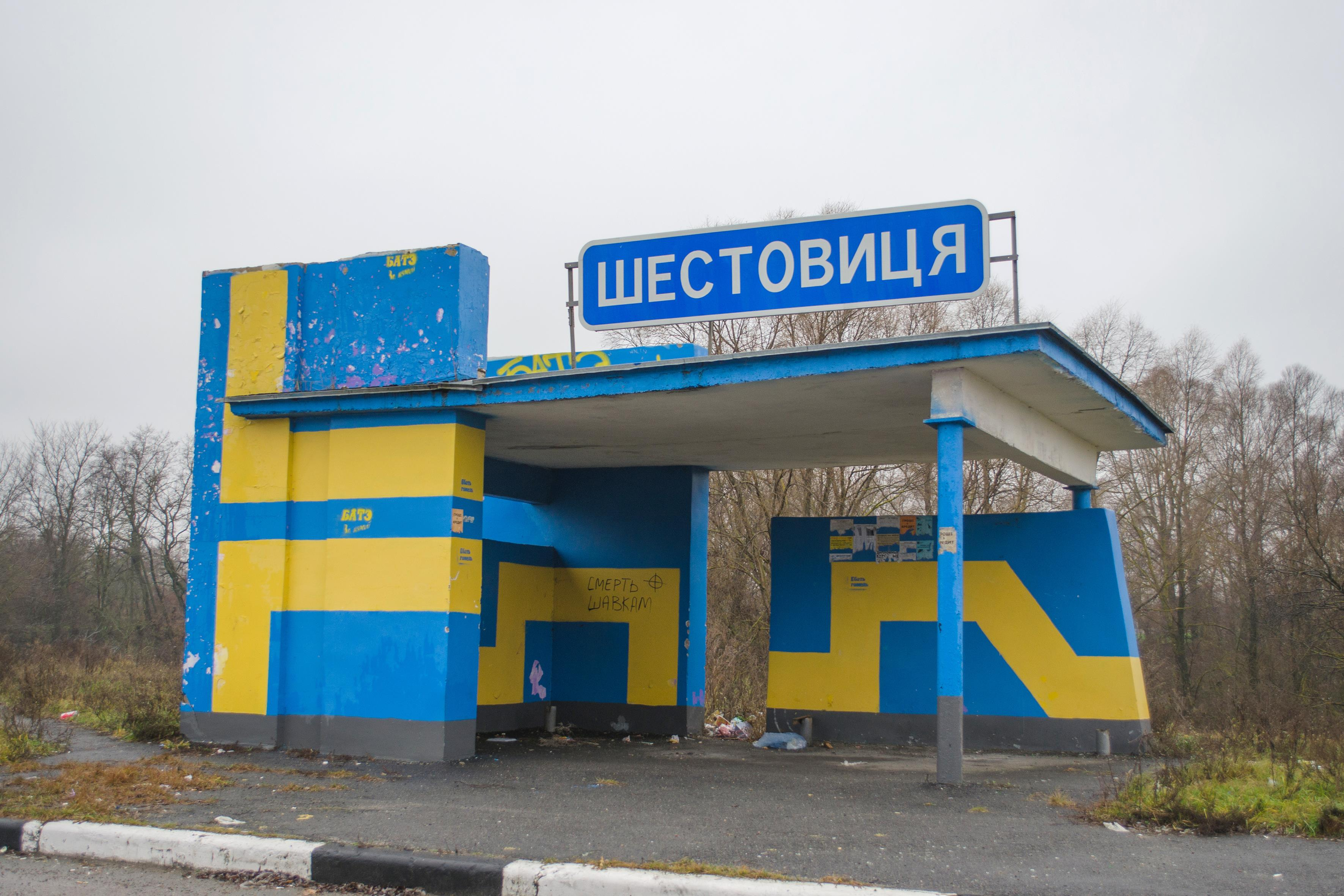
Автобусная остановка
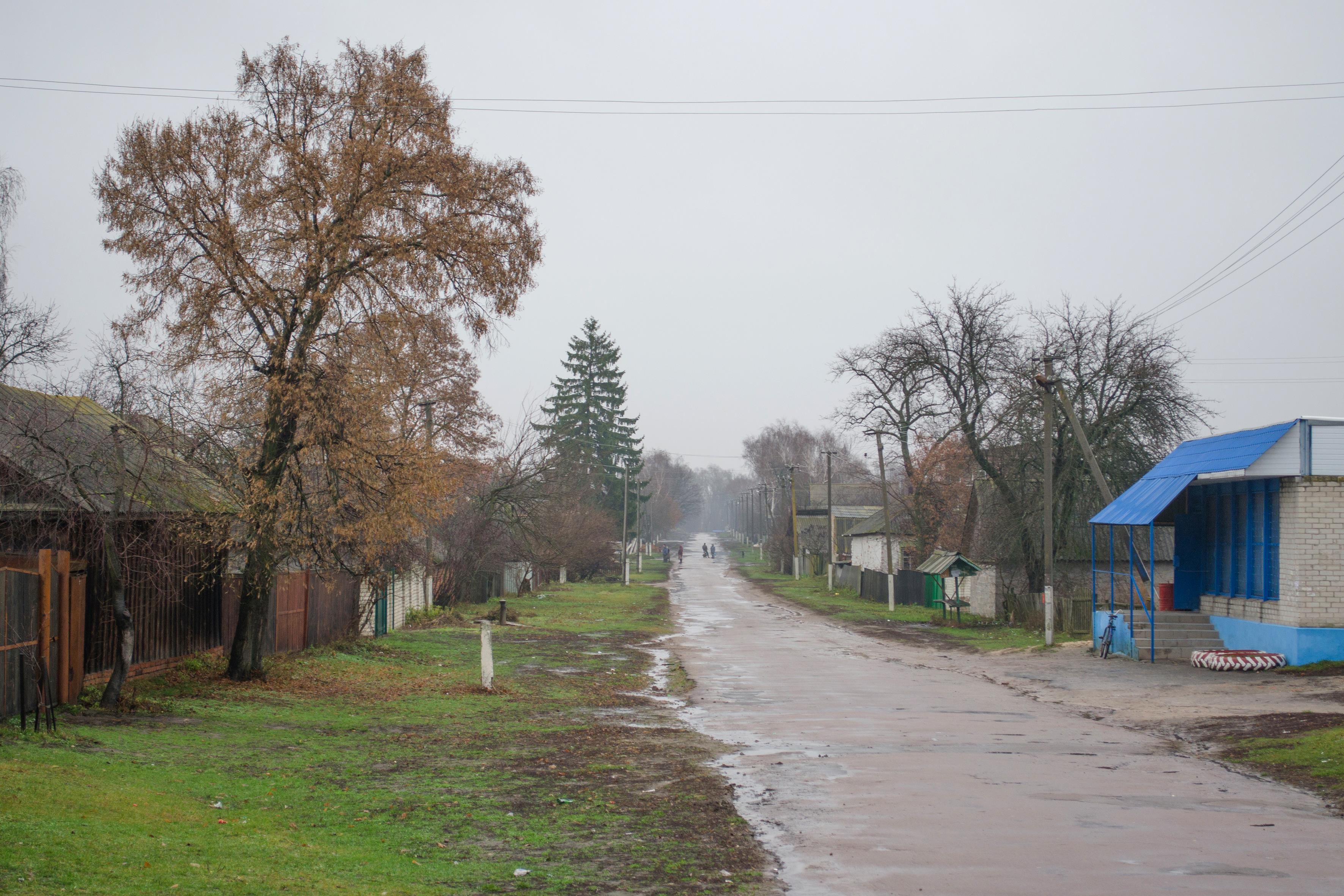
Улица
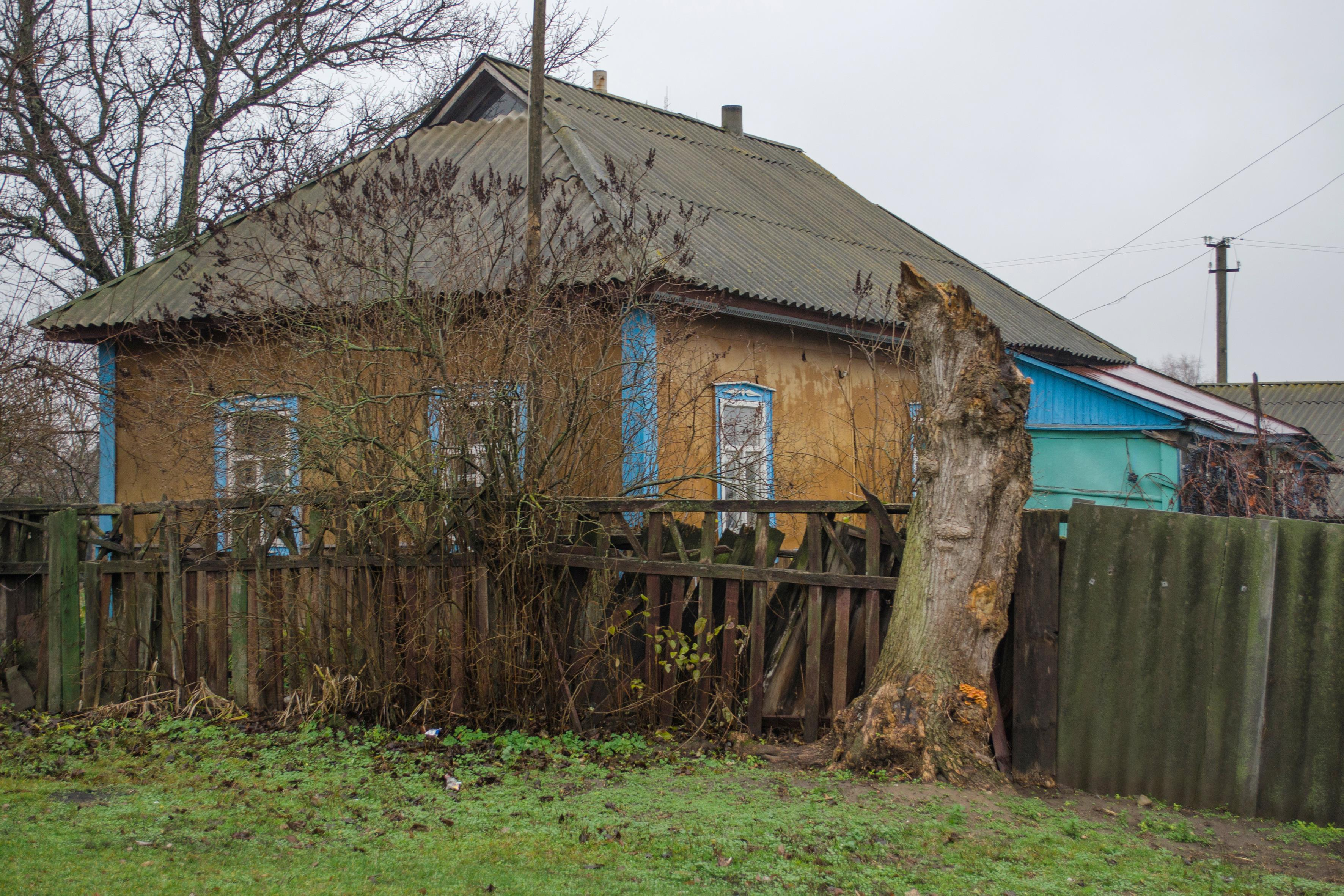
Сельский домик
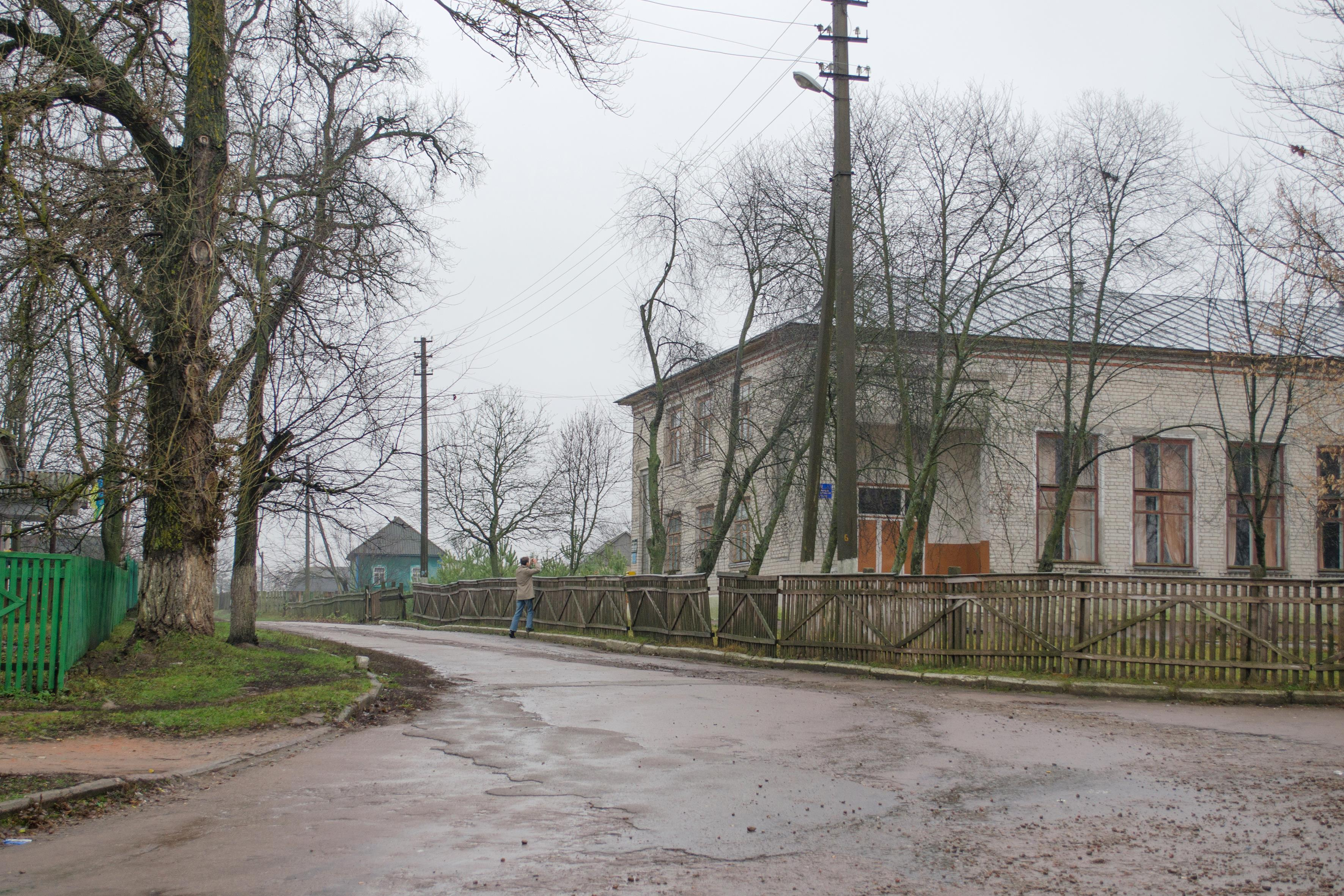
Клуб и детский сад
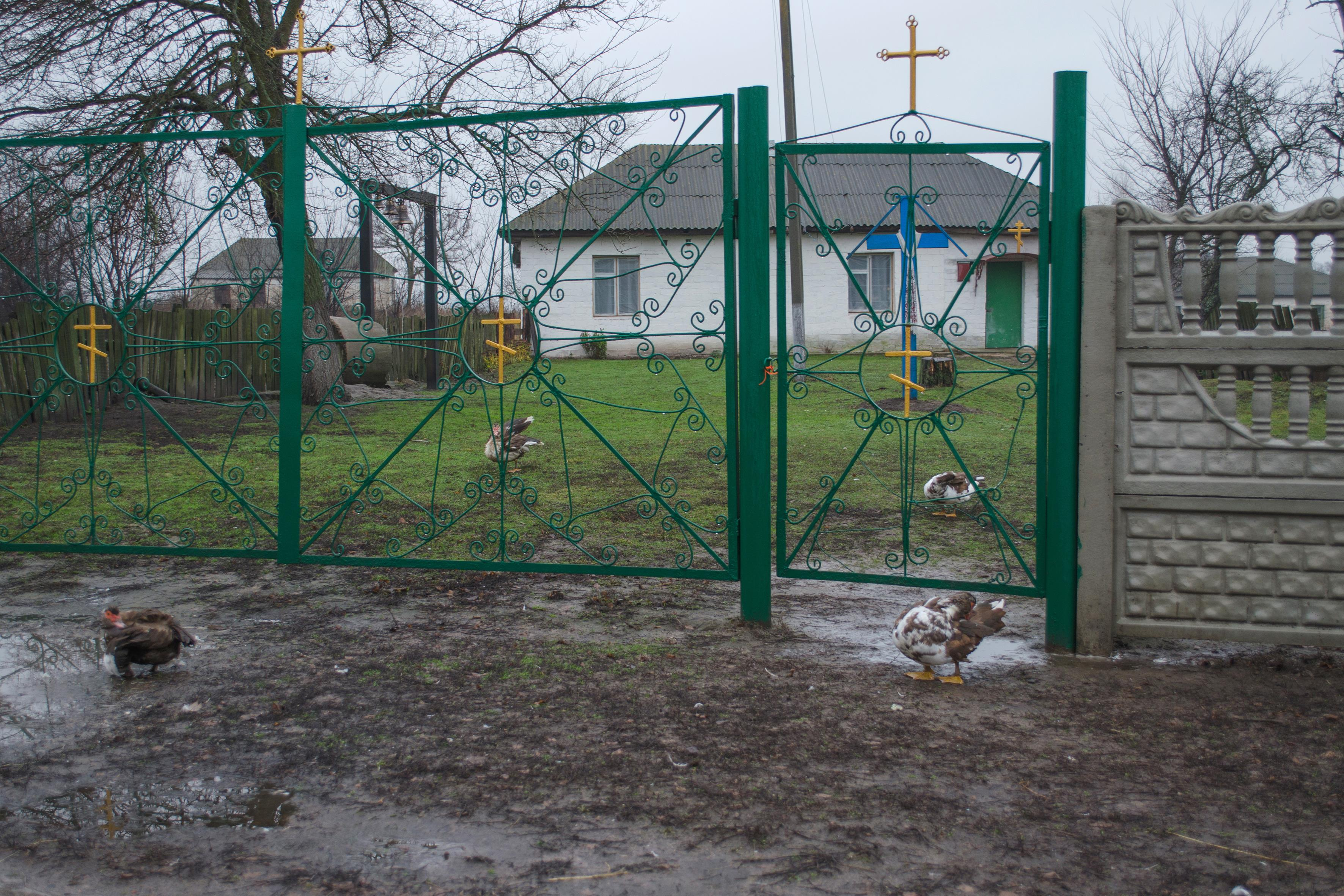
Церковь
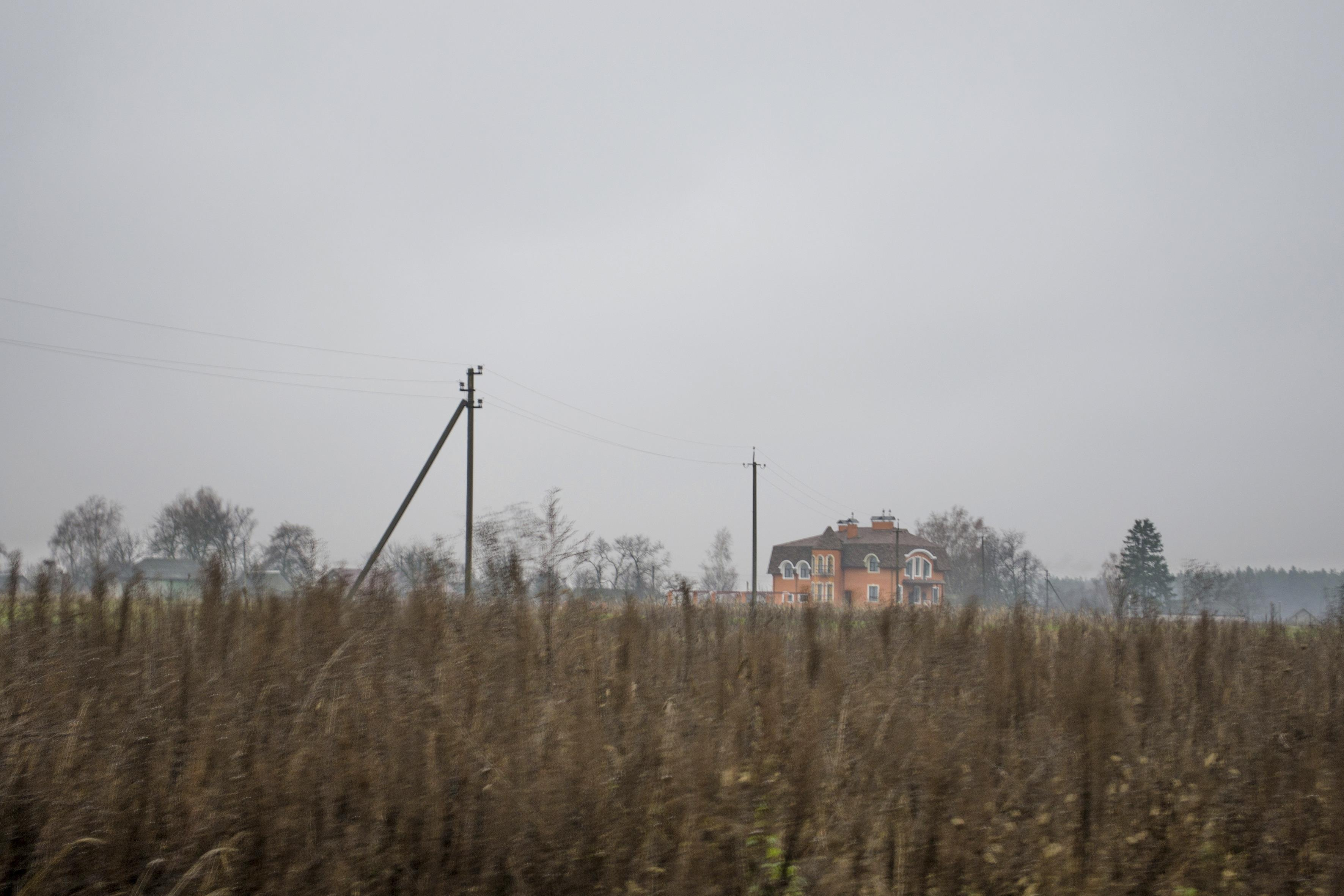
Дом на открытой местности
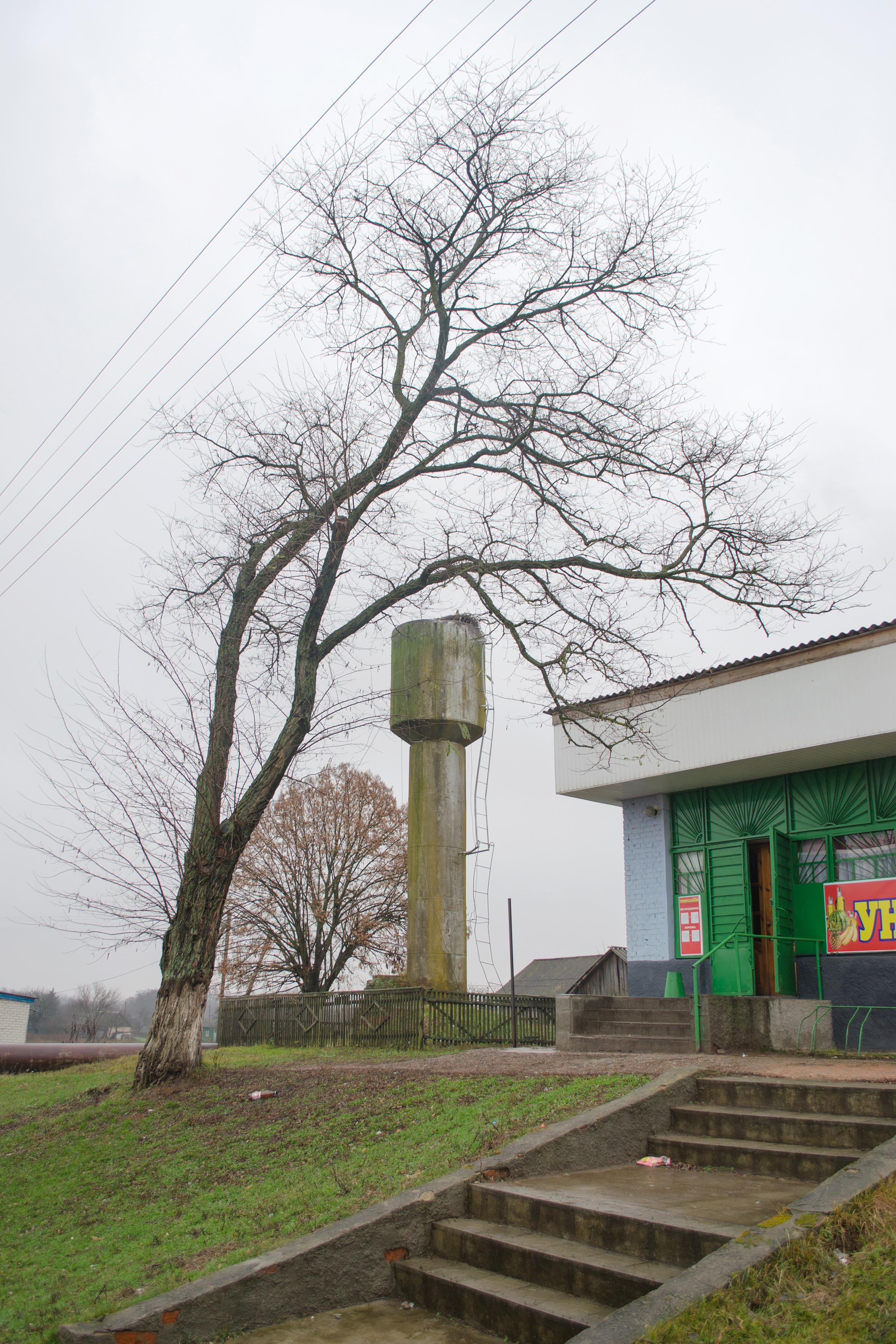
Водонапорная башня
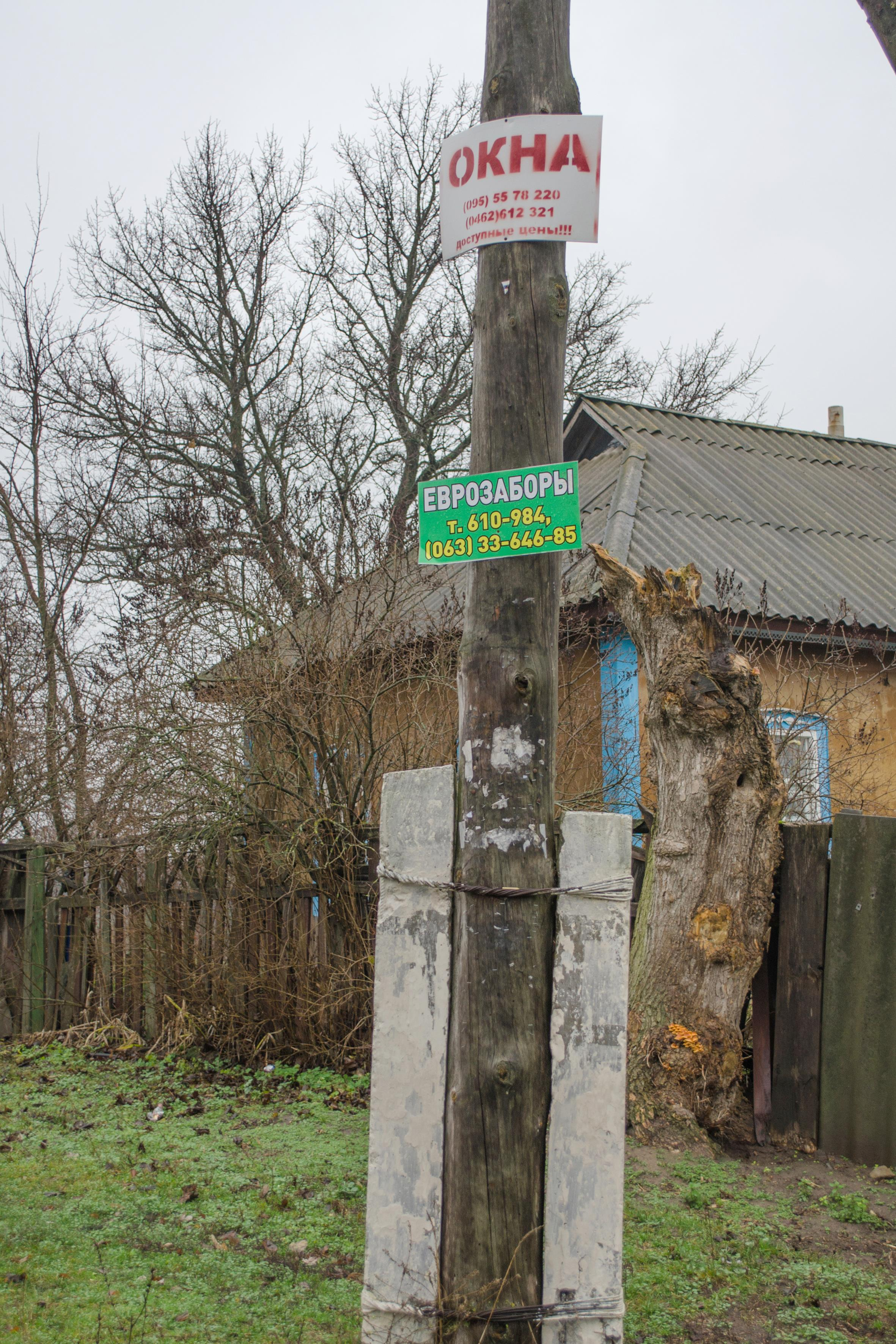
Местная реклама
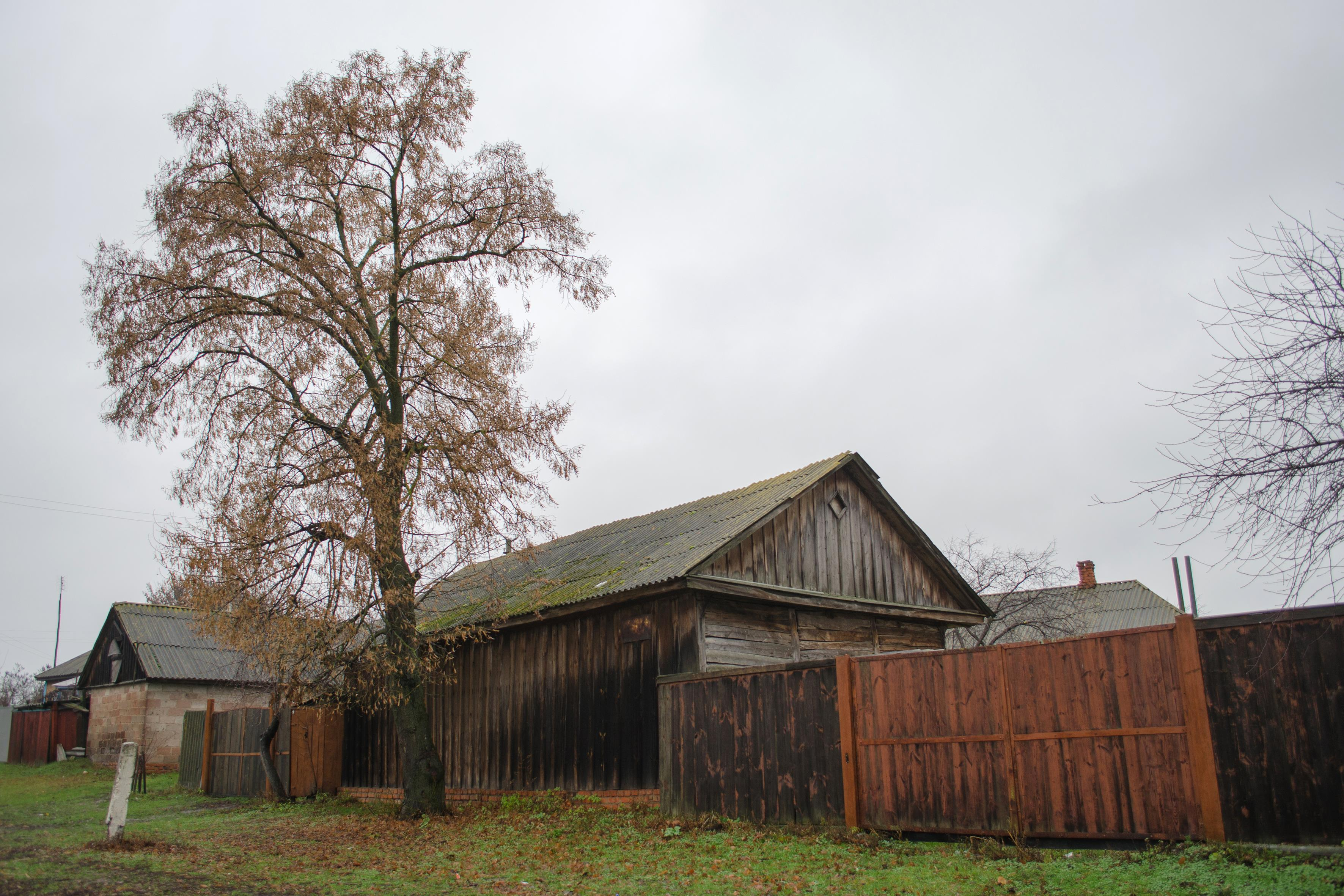
Уголок села
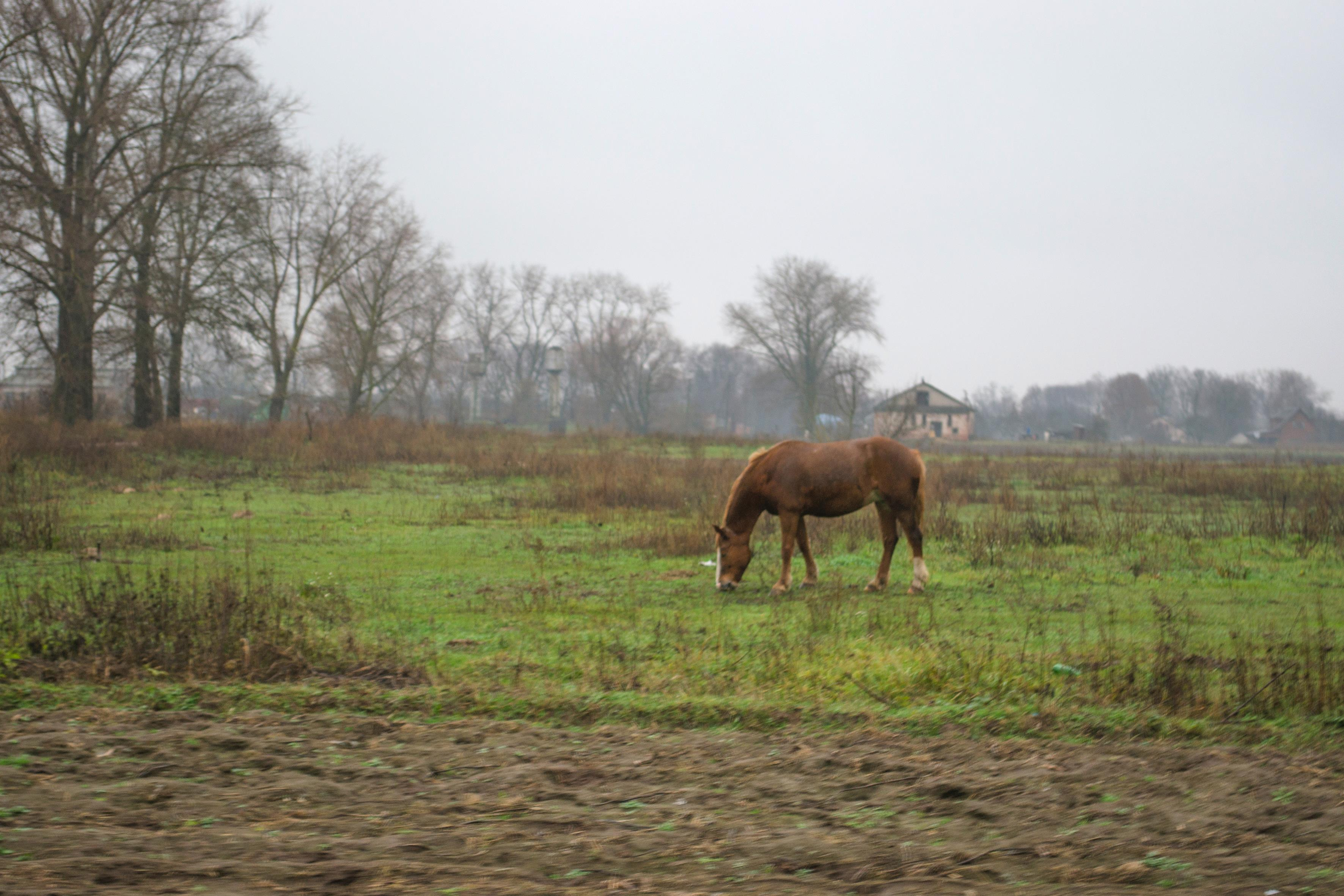
Шестовицкие просторы
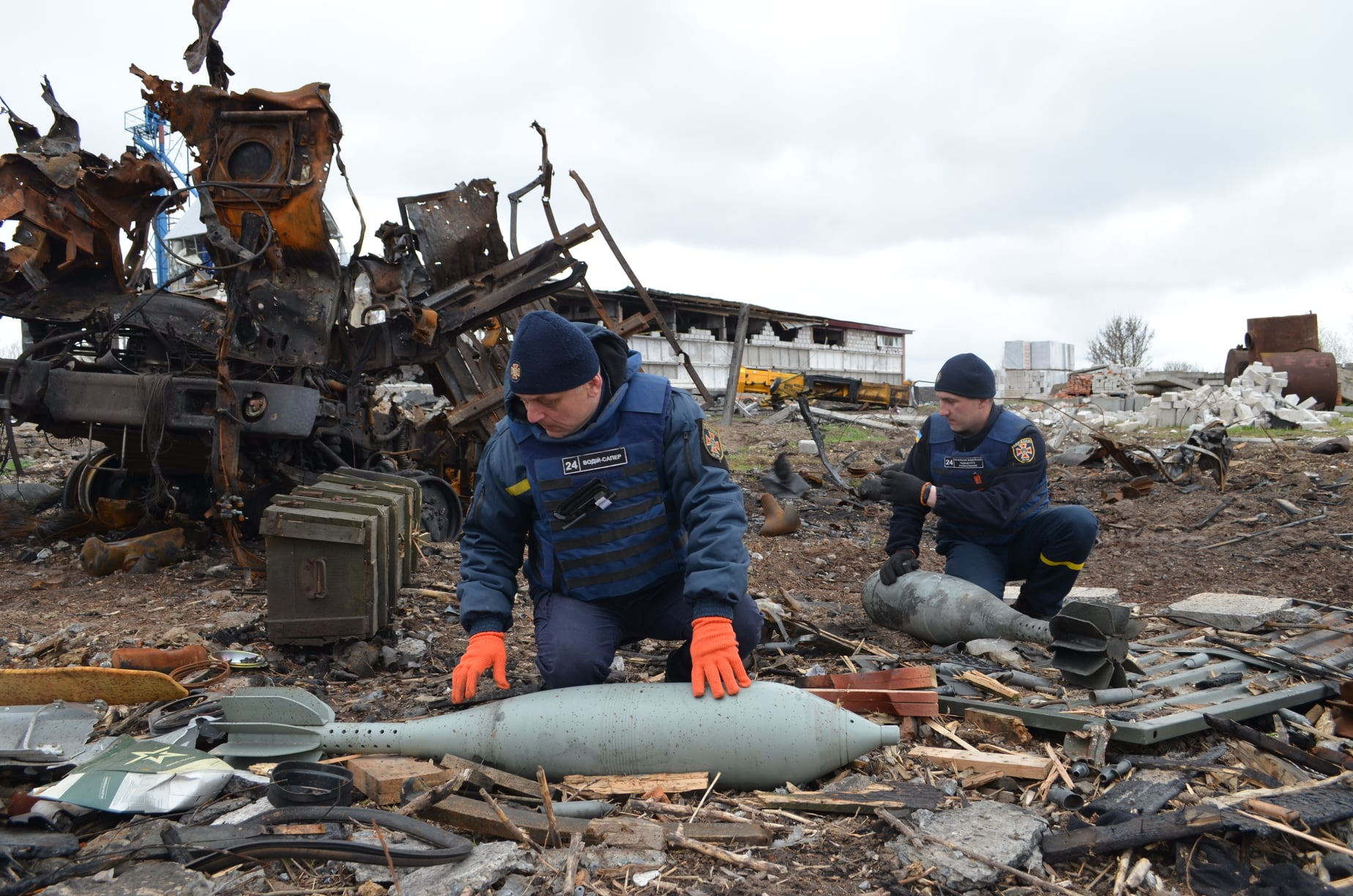
Разминирование после вторжения России